# Фельбен-Велльгаузен
Фельбен-Велльгаузен (нім. Felben-Wellhausen) — громада  в Швейцарії в кантоні Тургау, округ Фрауенфельд.

## Географія
Громада розташована на відстані близько 135 км на північний схід від Берна, 5 км на північний схід від Фрауенфельда.
Фельбен-Велльгаузен має площу 7,4 км², з яких на 15,6% дозволяється будівництво (житлове та будівництво доріг), 55,4% використовуються в сільськогосподарських цілях, 25,9% зайнято лісами, 3,1% не є продуктивними (річки, льодовики або гори).

## Демографія
2019 року в громаді мешкало 2869 осіб (+15,8% порівняно з 2010 роком), іноземців було 20,9%. Густота населення становила 389 осіб/км².
За віковим діапазоном населення розподілялося таким чином: 21,3% — особи молодші 20 років, 62,9% — особи у віці 20—64 років, 15,8% — особи у віці 65 років та старші. Було 1207 помешкань (у середньому 2,4 особи в помешканні).
Із загальної кількості 988 працюючих 67 було зайнятих в первинному секторі, 499 — в обробній промисловості, 422 — в галузі послуг.